# 南、北十三排
南、北十三排，是紫禁城宁寿宫外东侧南、北各13座排房。

## 简介
南、北十三排东邻紫禁城东城墙，建于清朝乾隆年间。南十三排、北十三排中，各有12座排房南北相向。每座排房面阔三间，进深一间，前出廊，明间开有门，灰瓦硬山顶。每两座排房形成一个院，所以南十三排、北十三排中分别形成六个院，每院的西墙辟有一座院门。北端一座排房有小南房两间。南端的南墙中间辟有一座垂花门，门外南临敛禧门。
紫禁城出版社的主要办公区设在南十三排。